# Montesilvano
Montesilvano – miejscowość i gmina we Włoszech, w regionie Abruzja, w prowincji Pescara.
Według danych na rok 2004 gminę zamieszkiwały 39 133 osoby, 1701,4 os./km².
W miejscowości znajduje się stacja kolejowa Montesilvano.